# ラウターブルンネン-ミューレン山岳鉄道Be4/4 21-23形電車

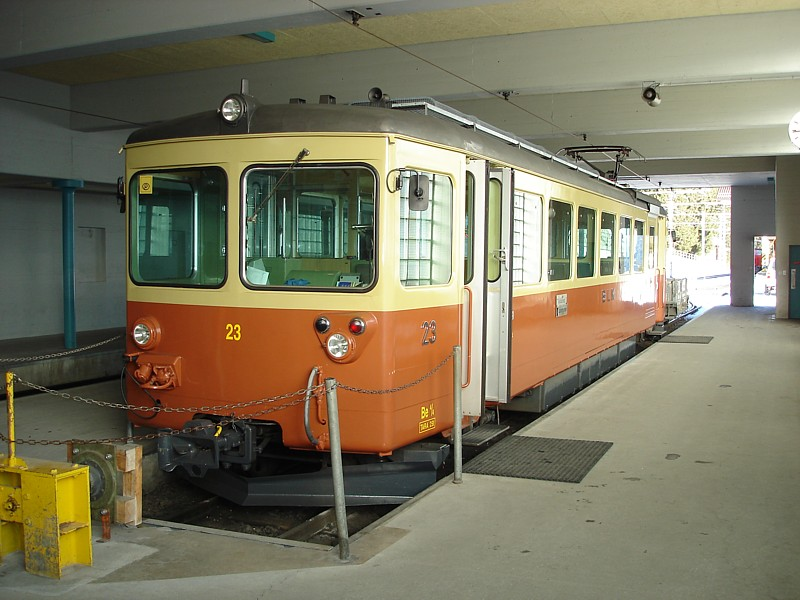
Be4/4 23号機、ミューレン駅、2007年

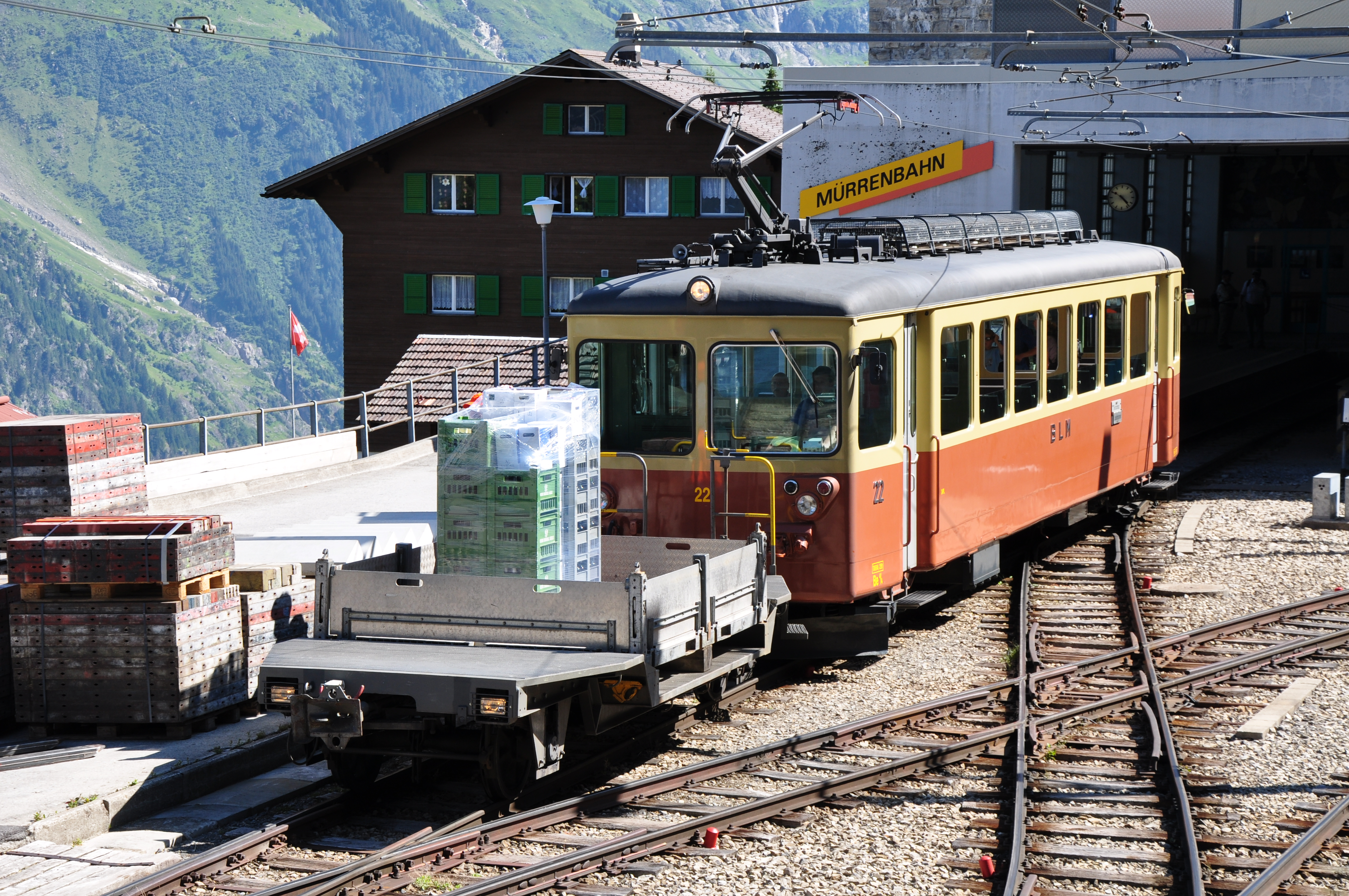
Be4/4 22号機、ミューレン駅、物資輸送用パレットを積載した貨車を推進するグリューシュアルプ行列車

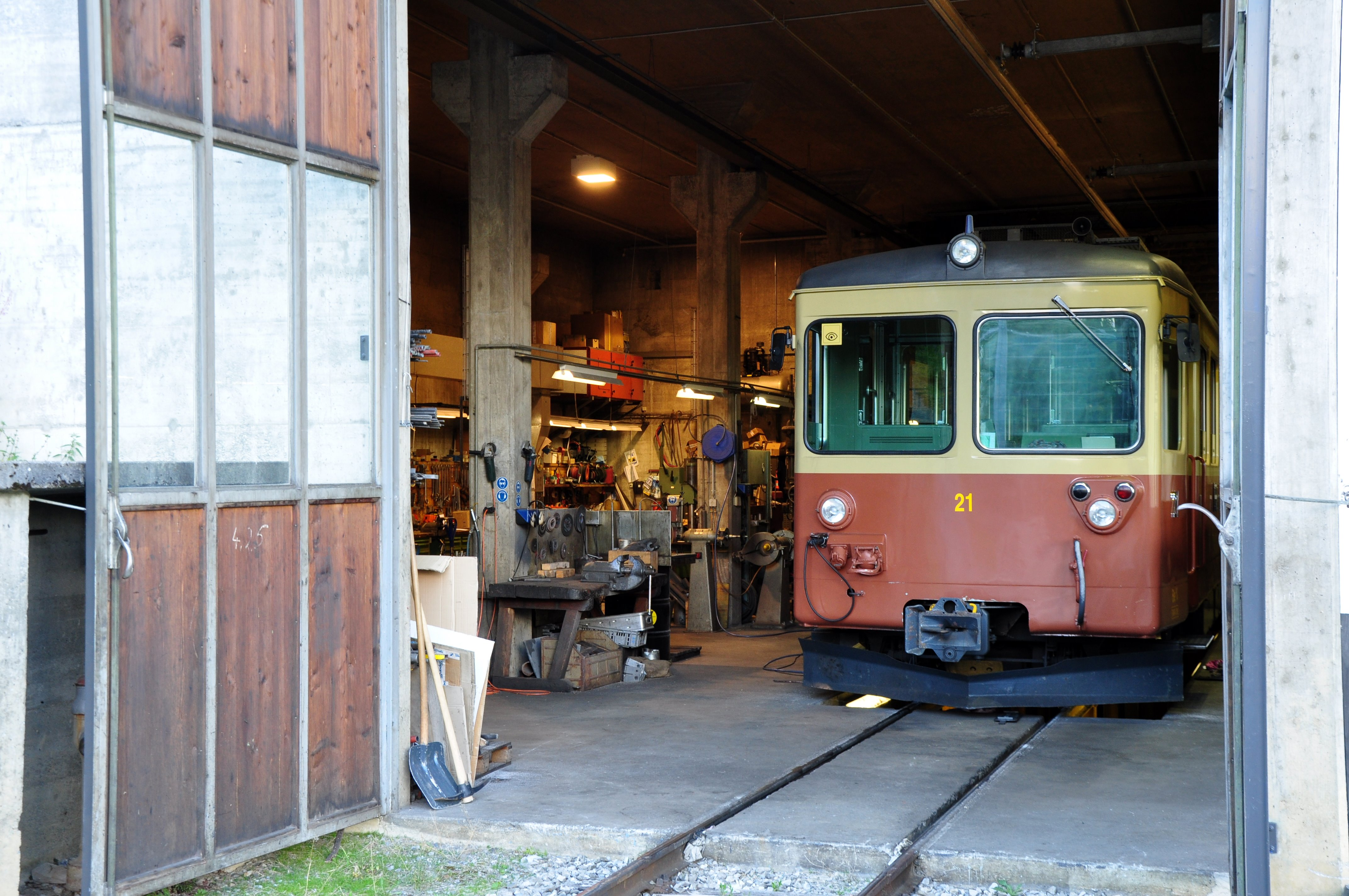
グリューシュアルプの車庫内に留置されるBe4/4 21号機、ラウターブルンネン-ミューレン山岳鉄道の鉄道線は他路線と接続されておらず、全てのメンテナンスはこの車庫で行われる

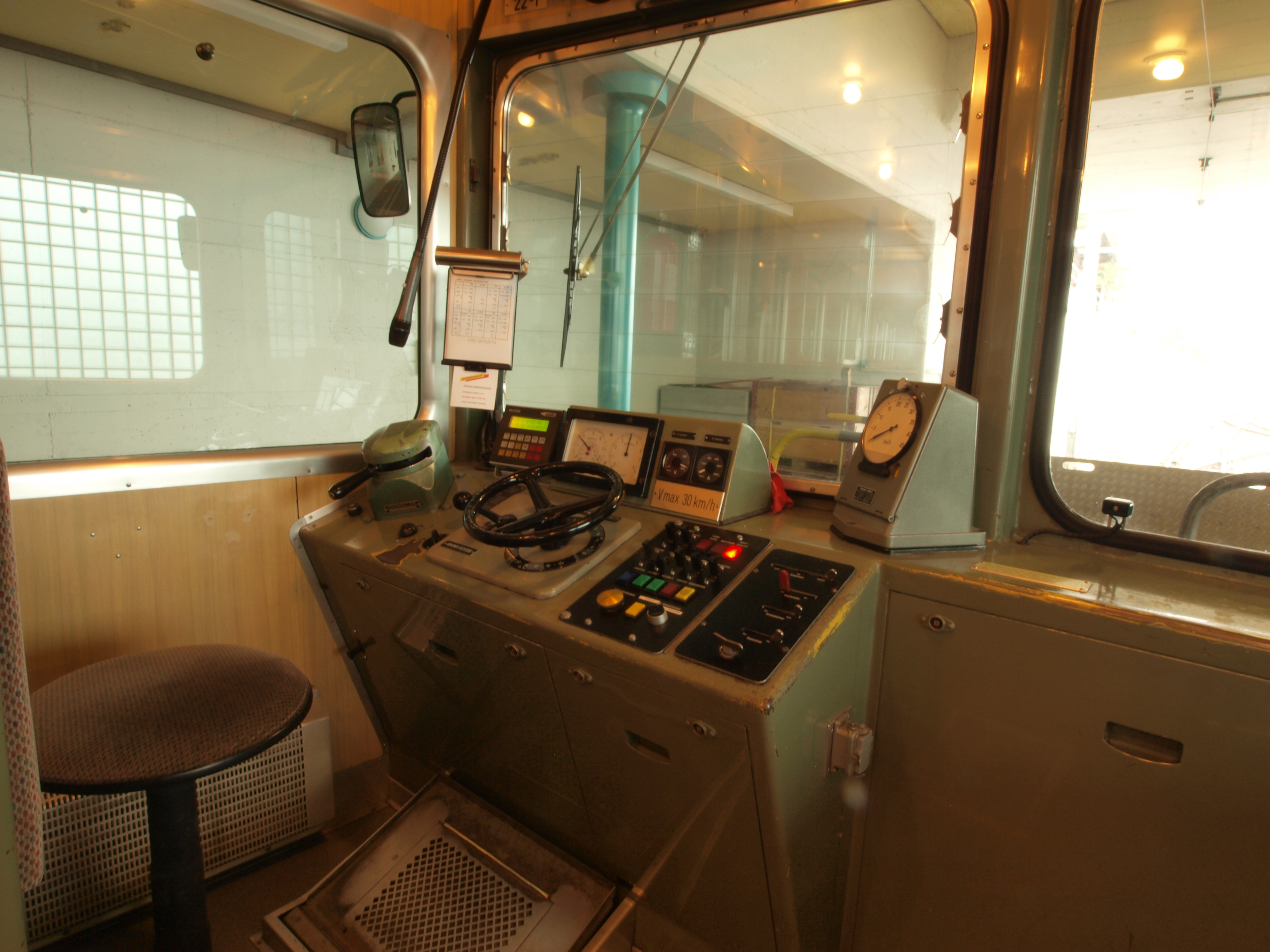
Be4/4 21-23形の運転室、2010年

ラウターブルンネン-ミューレン山岳鉄道Beh4/4 21-23形電車(ラウターブルンネン-ミュレンさんがくてつどうBe4/4 21-23がたでんしゃ)は、スイス中央部の私鉄であるラウターブルンネン-ミューレン山岳鉄道（Bergbahn Lauterbrunnen–Mürren (BLM)）で使用される山岳鉄道用電車である。

## 概要
スイスのベルナーオーバーラント地方のラウターブルンネン谷の谷底のラウターブルンネンからケーブルカー（2006年まで）もしくは索道（2006年以降）と連絡をして崖の上にあるミューレンへ至る山岳鉄道であるラウターブルンネン-ミューレン山岳鉄道では、1960年代までは1913年製のBDe2/4 11-12形電車および1925年製のBDe4/4 13形電車が使用されていたが、これらは木造車体の旧型機であったため老朽化が進んでおり、1964年にはBDe4/4 13号機が事故により使用不能となり65年には廃車となったため、使用機材を一新するために1967年に導入された機体が本形式であり、Be4/4形の21-23号機として3機が同時に運用を開始している。本形式はラウターブルンネンミューレン山岳鉄道の架線電圧525Vおよび最高速度30km/hという比較的特殊な運行条件と、他路線に接続しておらず、グリューシュアルプの小規模な工場でメンテナンスをする必要があるという立地条件に対応した機体として製造されたもので、車体、台車の製造をSIG、電機品、主電動機の製造をBBCおよびSAASがそれぞれ担当しており、機番と製造年、製造社は下記のとおりである。
- 21 - 1967年 - SIG/BBC/SAAS
- 22 - 1967年 - SIG/BBC/SAAS
- 23 - 1967年 - SIG/BBC/SAAS

## 仕様

### 車体・走行機器
- 車体は両運転台式で、同時期にSIGで製造されたヴェンゲルンアルプ鉄道[4]のBDhe4/4 119-124形2等/荷物合造電車と類似の丸みを帯びたスタイルの鋼製車体となっている。
- 正面はなだらかなR付の丸妻、2枚窓のスタイルで、上部中央と下部左右の3箇所に丸型の前照灯が設置され、そのうち向かって右側のものには標識灯2箇所が併設されている。連結器は車体取付の+GF+[5]ピン・リンク式自動連結器となっており、前面車体裾部には暖房用および重連総括制御用などの電機連結器と圧縮空気用の連結ホースが設置されているほか、先頭部の台車前部にスノープラウが設置されている。
- 車体は前位側から運転室、乗降扉の設置されたデッキ、2等室（喫煙、現在は全室禁煙）、2等室（禁煙）側面窓1箇所分の荷物積載スペースと乗降扉付のデッキ、運転室の構成となっており、窓扉配置は1D7D1（運転室窓-乗降扉-2等室およびデッキ窓-乗降扉-運転室窓）、客室窓は幅1200mmの大型の下降窓、乗降扉は両開式の外開戸となっており、乗降口には2段のステップが設置されている。
- 客室の座席は2+2列の4人掛けの固定式クロスシートが喫煙室、禁煙席にそれぞれ3ボックスずつ設置されて座席定員はそれぞれ24名ずつ計48名となっており、このほか荷物積載スペースの客室側妻壁面に4席分と両運転室の反運段席側に2名分ずつの計8名分の補助席が設置されている。室内は天井が白、壁面が茶系の木目調、運転室機器類が薄緑色の化粧板貼、床はグレー、座席は製造時は喫煙室が青系、禁煙室が赤系のそれぞれグレー系のモケット貼り、現在はダークグレーモケット貼りのヘッドレストのないものとなっている。
- 運転室は左側運転台のデッキとは腰部までの高さの仕切壁で仕切られ、扉等は設置されない半開放式で、スイスやドイツで一般的な円形のハンドル式のマスターコントローラーが設置され、運転室両横の窓には小型のバックミラーが設置されている。また、2枚の正面窓は運転席側が熱線入でゴムおよび金属枠で支持されたもの、反運転席側がゴム支持のもので、ウインドワイパーも運転席側にのみ設置されている。
- 屋根は両端部にシングルアーム式のパンタグラフを設置、その間には大型の主抵抗器を設置している。
- 制御装置は抵抗制御方式で、最高速度が30km/hと遅いこともあり主電動機は1時間定格出力52kWの直流直巻整流子電動機を4基搭載しており、1時間定格牽引力は31kNとなっているほか、電気ブレーキとして発電ブレーキを使用している。
- 台車は鋼板溶接組み立て式で、軸箱支持方式は円筒案内式、動輪径は740mm、減速比は粘着動輪が1:6.06となっており、車両端部側軸には砂撒き装置と砂箱が設置されている。
- 車体塗装は下半部を濃いオレンジ色、上半分をベージュ、乗降扉を銀色としたもので、車体の側面下部中央には"BLM"の、左側車端部には機番のそれぞれクロームメッキの切抜文字が設置され、正面下部中央に機番の、側面左側車端の裾部に形式名と機番が黄色入るものとなっている。また、床下機器と台車がダークグレー、屋根は銀もしくはダークグレー、屋根上機器は銀である。
- 改造
  - 1980年代までに前位側の屋根上の集電装置が撤去されている。
  - 2000年代前半には後位側デッキの荷物積載スペース側面に片引の外吊式プラグドアの荷物扉を増設する改造を実施しており、21号機は左右側面に、22および23号機は車体左側側面に設置されている。この改造後にはB(D)e4/4形もしくはBDe4/4形と呼称されることもある。

### 主要諸元
- 軌間：1000mm
- 電気方式：DC525V架空線式
- 軸配置：Bo'Bo'
- 最大寸法：全長16960mm、車体長15920mm
- 軸距：2100mm
- 台車中心間距離：12360mm
- 動輪径：740mm
- 自重：24.3t
- 定員：2等座席56名（改造後48名）
- 走行装置
  - 主電動機：直流直巻整流子電動機×4台（1時間定格出力：52kW×4、回転数1035rpm）
  - 減速比：6.06
  - 牽引力：31kN（1時間定格）
- 最高速度：30km/h
- ブレーキ装置：発電ブレーキ、空気ブレーキ、手ブレーキ

## 運行

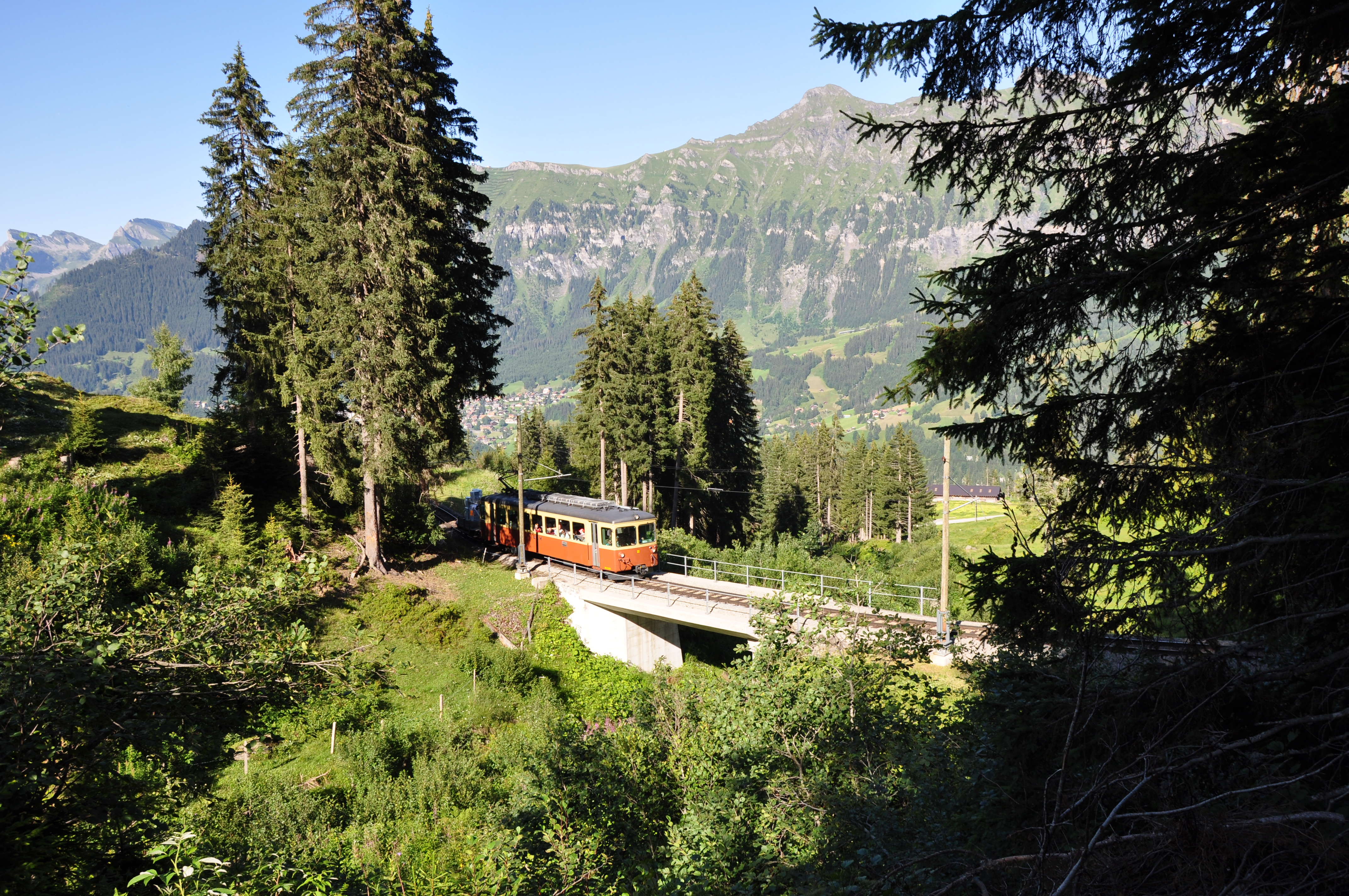
ラウターブルンネン谷の崖の縁を走行するミューレン行のBe4/4 22号機が貨車を牽引する列車

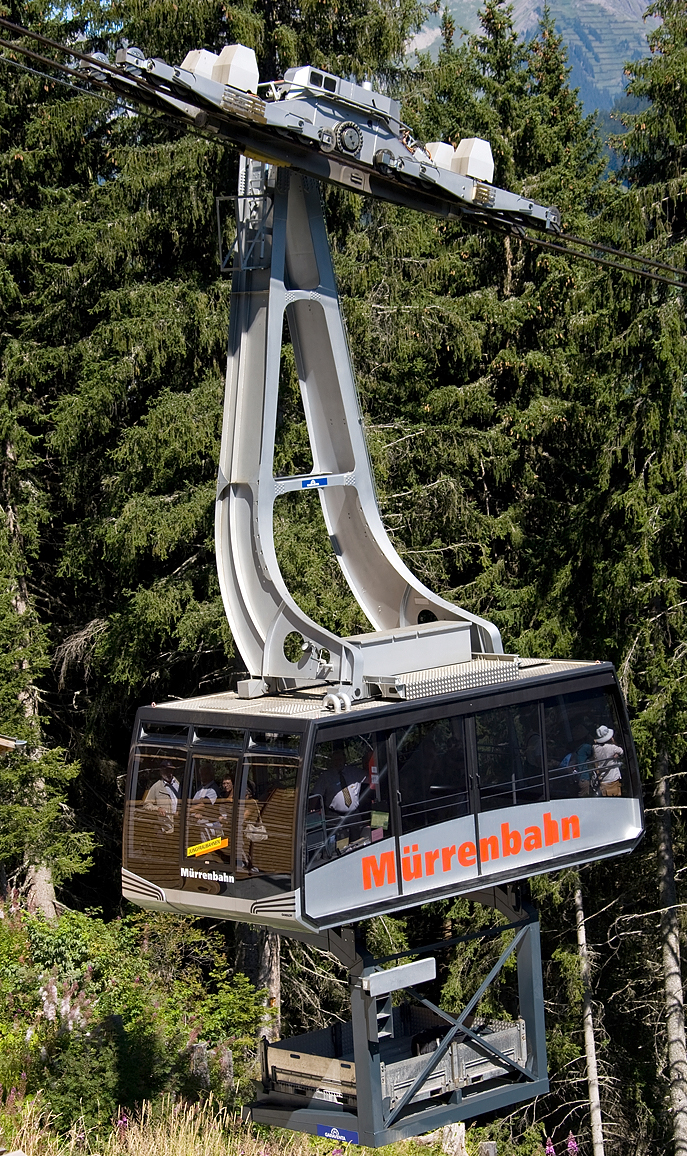
谷底のラウターブルンネンとグリューシュアルプを結ぶゴンドラリフト、ゴンドラ下に物資輸送用パレットを積載する

- ラウターブルンネン-ミューレン山岳鉄道は氷河に削られてできたU字谷であるラウターブルンネン谷の谷底にあり、ベルナーオーバーラント鉄道[6]とヴェンゲルンアルプ鉄道が接続する標高813mのラウターブルンネンを起点として、最急勾配600パーミルで標高1487mで谷の縁に位置するグリューシュアルプに至るケーブルカーと、そこから最急勾配50パーミルで標高1639mのミューレンに至る4.274kmの山岳鉄道から構成されていたが、ケーブルカーは設備の老朽化により2006年4月23日廃止されて同年12月16日に新設の索道に置き換えられ、100人の人員と6tの物資積載能力のある大型のゴンドラが運行されている。
- 鉄道線は他の鉄道の接続をしていない断崖の上にあり、本形式導入当時は鉄道車両を搬送することのできる道路もなかったため、ラウターブルンネンまで鉄道で輸送された本形式をケーブルカーの片側の搬器を仮台車に交換したものに搭載してグリューシュアルプまで引き上げている。
- 本形式はシーズンオフ時には2機が、冬季および夏季のシーズン中は3機が使用されて15分もしくは30分間隔で運行をされており、通常は単行で運転されている。なお、本形式の検査時等は予備として残されているBDe2/4 11号機が使用されているほか、2010年にはアーレ・ゼーラント交通[7]からBe4/4 102号機[8]を購入してBe4/4 31号機として運行をすることとなっている。
- 終着駅のミューレンはエンジン付自動車の乗入が禁止されているため、生活物資等はすべて鉄道で輸送されており、本形式のグリューシュアルプ側に通常1両の貨車を連結した列車に貨物を搭載しており、ケーブルカーが牽引する台車もしくは索道のゴンドラ下部の貨物搭載ラックに搭載された物資輸送用パレットをグリューシュアルプ駅に設置された据置式のフォークリフトで貨車に積み替えている。